# Praefectus legionis
Praefectus legionis era il titolo assegnato nell'Antica Roma ai comandanti di una legione. A partire da Augusto, il titolo di praefectus legionis venne concesso ai comandanti dell'ordine equestre di una singola legione, inizialmente nella sola provincia d'Egitto, poi con Settimio Severo anche in Mesopotamia.

## Ruolo
Inizialmente il praefectus legionis, che aveva un'età compresa tra i 25 ed i 35 anni circa, è da identificarsi con il praefectus castrorum, che in seguito alla riforma di Augusto ricopriva il ruolo di vice-legatus legionis.
Sotto di lui, tribuni, centurioni e semplici milites eseguivano i suoi ordini. Era il praefectus a dare la parola d'ordine per i turni di guardia e per le partenze. Se un soldato commetteva una qualche colpa, poteva essere punito solo con il consenso del praefectus, mentre spettava al tribuno eseguire la pena conferitagli. Spettava al prefetto il compito di organizzare armi ed armature dei soldati, cavalli ed indumenti, oltre alle razioni di cibo giornaliere.
(Vegezio, Epitoma rei militaris, II, 9.7.)
Solo in Egitto e poi anche in Mesopotamia, fu sottoposto al solo comando supremo del governatore (non esisteva in queste due province il legatus legionis), in questo caso si trattava del Praefectus Alexandreae et Aegypti o del Praefectus Mesopotamiae, entrambi di rango equestre. Sappiamo poi che a partire da Gallieno il legatus legionis di rango senatorio scomparve dall'orizzonte dell'esercito romano, ed il comando dell'intera legione fu affidato a dei duces scelti nell'ordine equestre al cui rango erano giunti dopo una lunga carriera militare: i praefecti legionis.
Gallieno non fece altro che formalizzare una pratica che già esisteva dall'epoca di Augusto relativamente alle legioni di stanza in Egitto ed ampliata con Settimio Severo, riguardo a quelle di stanza nella nuova provincia di Mesopotamia (come la I e III Parthica) ed in Italia presso il castrum sui colli Albani, a sud di Roma (Legio II Parthica). Vi è da aggiungere che:
- un'epigrafe databile al 180, descrive la carriera di un praefectus legionis (e non di legatus) nel caso della legio III Augusta,[6]
- sempre di praefectus legionis si tratta riguardo alla legio II Augusta databile al tempo di Settimio Severo, Caracalla e Geta,[7]
- e ancora di praefectus legionis di epoca severiana (?) si parla riguardo alla legio I Adiutrix.[8]

Ciò più significare solo due cose: o trattasi di praefectus castrorum-legionis oppure alcuni legati legionis erano stati già sostituiti prima del regno di Gallieno, fin dal tempo di Marco Aurelio (oltre a quelli d'Egitto e Mesopotamia).
Ciò potrebbe essere spiegato anche con il fatto che gli stessi senatori erano ormai più interessati a vivere nel lusso delle loro ville in Italia, piuttosto che nelle ristrettezze che la vita militare nelle province richiedeva.
Questo punto della riforma di Gallieno, eliminò definitivamente ogni legame tra le legioni e l'Italia, poiché i nuovi comandanti, che erano spesso militari di carriera partiti dai gradi più bassi e arrivati a quelli più alti, erano interessati solo al proprio tornaconto o al massimo agli interessi della provincia d'origine, ma non a Roma.
In definitiva il terzo grado per importanza della riforma augustea dell'esercito romano all'interno della legione romana, il praefectus castrorum (prefetto dell'accampamento), diveniva di fatto con Gallieno, il più importante ufficiale dell'unità in questione, ora che sia il tribunus laticlavius (di solito il primo incarico per un giovane dell'ordine senatoriale) ed il legatus legionis, sempre di rango senatorio, erano stati soppressi.
Il cursus honorum successivo prevedeva per un cavaliere, dopo aver ricoperto il ruolo di praefectus legionis, di poter accedere alla prestigiosa carica di praefectus praetorio e poi di Praefectus Alexandreae et Aegypti.